# Südlippe
Südlippe ist eine Region im Süden des Kreises Lippe in Nordrhein-Westfalen, zu der sich die Gemeinde Schlangen und die Städte Blomberg, Horn-Bad Meinberg, Lügde, und  Schieder-Schwalenberg  zusammengeschlossen haben.
Neben der Fokussierung auf die Region Südlippe als Solche, ist das Ziel des Zusammenschlusses die weitere Entwicklung des Ländlichen Raums. Dazu soll Kommunale Demografiepolitik  in der Region mit einem gemeinsamen integriertem ländlichen Entwicklungskonzept (ILEK) umgesetzt werden. In diesem Rahmen wurde unter anderem ein gemeinsames Leerstandmanagement mit einer einheitlichen Datenbank eingerichtet.